# Carlos Martínez-Barbeito
Carlos Martínez-Barbeito y Morás (La Corunya, 1913- 10 d'abril de 1997) va ser un escriptor espanyol.

## Biografia
Era net de l'historiador Andrés Martínez Salazar, i fill de l'escriptora María Barbeito. Va cursar estudis de Filosofia i Lletres i de Dret en la Universitat de Santiago de Compostel·la, on va conèixer Federico García Lorca, en una visita que va fer a Galícia. Aquesta trobada el va convèncer de la conveniència de traslladar-se a Madrid, on es va doctorar en Dret i va contactar amb els principals intel·lectuals de l'època. Després de la Guerra Civil, va ser crític literari de Radio Nacional de España a Barcelona i va ser secretari general de la Metro Goldwyn Mayer a Espanya. Va retornar a Madrid, on va exercir càrrecs relacionats amb la cultura a TVE. En 1968 va ser designat director del Museu Amèrica, a Madrid, cessant en 1980. Va tornar a La Corunya, on va ser president de la Reial Acadèmia Gallega de Belles Arts, entre 1984 i 1988. Va ser un gran bibliòfil, i va arribar a reunir 13000 volums. Dona nom a un carrer de La Corunya.
El 1946 es va casar amb Ana María Álvarez de Sotomayor y Castro, filla del pintor Fernando Álvarez de Sotomayor.

## Obres
Poesia
- Cuartilla, 1932.

Novel·la
- El bosque de Ancines, 1947 (finalista del Premi Nadal 1945, fou portada al cinema per Pedro Olea el 1969).
- Las pasiones artificiales, 1950 (finalista del Premio Nadal 1948).

Assaig

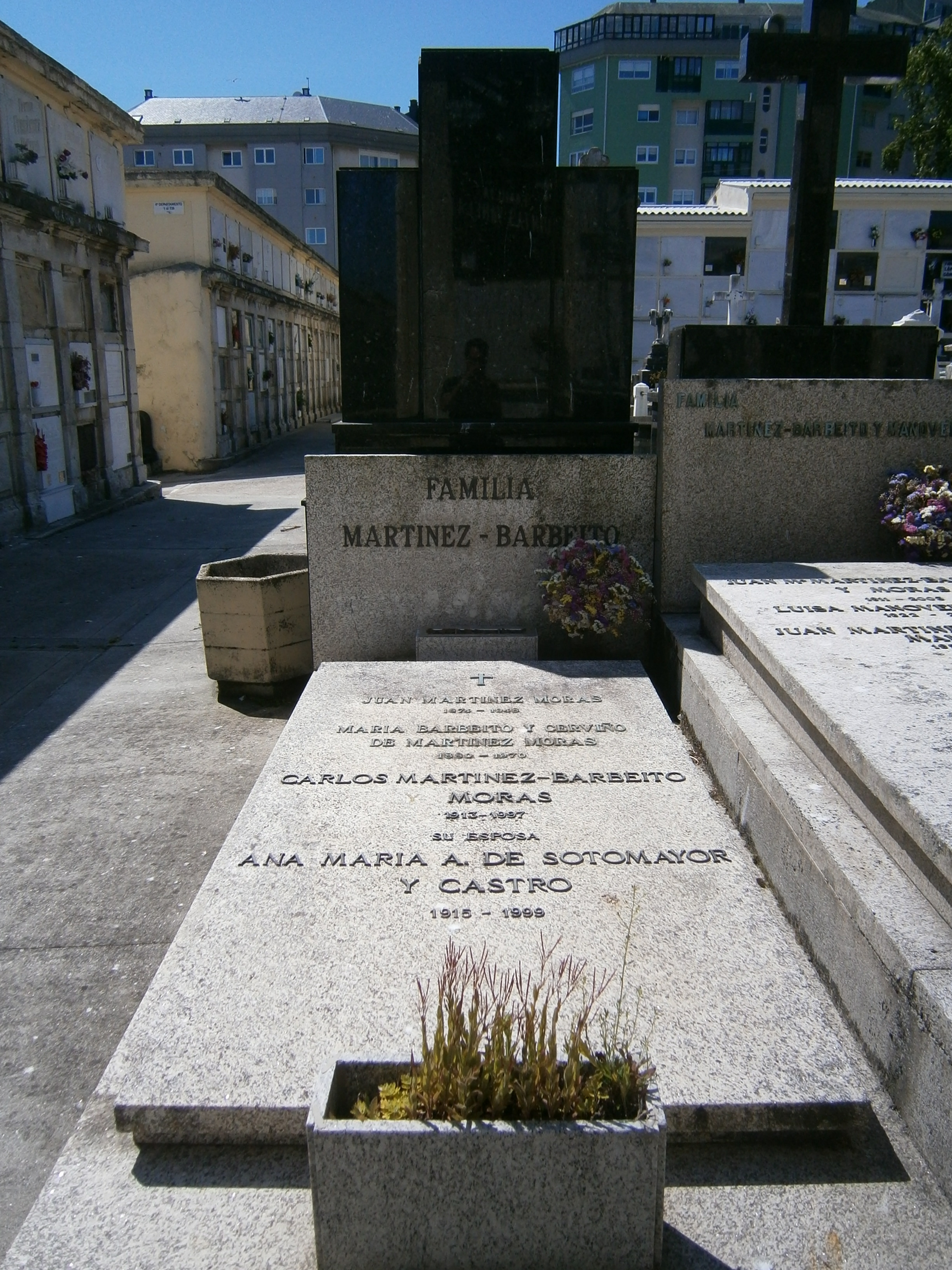
Tomba de Carlos Martínez-Barbeito al cementiri de Santo Amaro da Coruña.

- Consideraciones sobre lo humano, lo clásico y lo lírico en la poesía de Lope de Vega, 1940.
- Unos parentescos insospechados (entre Rosalía de Castro, Concepción Arenal y Emilia Pardo Bazán), 1950.
- Macías el Enamorado y Juan Rodríguez del Padrón, Editorial Bibliófilos Gallegos, 1951.
- Noticia genealógica de D. José Cornide, 1959.
- Informaciones genealógicas del Archivo Municipal de La Coruña, 1959.
- Escudos reales, municipales y nobiliario de La Coruña y su tierra, 1967.
- Vida y leyenda de San Pedro de Mezonzo, 1968.
- Colmeiro, 1975.
- Mariñán; San Salvador de Bergondo; Bergondo, 1978.
- Torres, pazos y linajes de la provincia de La Coruña, 1978 (434 pàgines).
- El auto gallego en la historia, en los tratadistas y en la práctica forense, 1984.
- El escudo de La Coruña, 1985 (article a Revista del Instituto José Cornide de Estudios Coruñeses).
- Torres, pazos y linajes de la provincia de La Coruña, 1986 (807 pàgines).
- Historias de familia: (Líneas Reales), 1990.
- Bibliografía gallega de genealogía y heráldica, 1995.
- La Coruña a vista de gaviota y a ras de tierra, 1998 (editat pòstumament amb fotografies de Carlos Picallo).